# Neopasites sierrae
Neopasites sierrae är en biart som först beskrevs av Linsley 1943.  Neopasites sierrae ingår i släktet Neopasites och familjen långtungebin. Inga underarter finns listade i Catalogue of Life.